# Рипол-классик
«Рипол-классик» (в период 1989—1996 годов — «Рипол») — советское и российское книжное издательство, основанное в 1989 году и специализирующееся в основном на художественной литературе, выпускает также детскую литературу, биографии, словари, книги по здоровому образу жизни.
Владелец и генеральный директор — Сергей Макаренков.

## Деятельность
Среди издаваемых авторов — Бернар Вербер, Джон Грин, Джеймс Боуэн, Роберт Грин, Элизабет Гилберт, Кассандра Клэр, Дуглас Кеннеди, Максим Шаттам, Юхан Теорин, Дженни Даунхэм, Лижия Божунга, Виктор Пелевин, Алексей Слаповский, Александр Архангельский, Юрий Нагибин, Владимир Алейников, Виктор Ерофеев, Михаил Харит и др.
В 1994 году начало проект по изданию романа Роберта Уоллера «Мосты округа Мэдисон».
Крупный проект конца 1990-х годов — «Бессмертная библиотека» в 50 томах, в 2009 году вышла серия «Шедевры книжной иллюстрации — детям», в 2013—2014 годах вышла серия из 17 мини-энциклопедий «За 30 секунд», в 2013 году — серия «Метаморфозы». В серии представлены великие произведения мировой литературы в интерпретации современных иллюстраторов.
Во второй половине 1990-х годов было выпущено 3256 наименований книг.
В 2002 году выпущено 12 наименований книг. В 2004 году РБК поставил «Рипол-классик» на 13-е место по объёмам тиража среди российских издательств, в 2009 издательство заняло восьмую строку российского рейтинга.
За 2011 год издательство выпустило 945 наименований книг.
В 2019 году сообщалось, что издательство издает в год 2—5 тыс. наименований тиражом 5—15 млн экз.

## Финансовые показатели
Обороты, млн руб.:
- 2013 год — 450[5];
- 2014 год — 410;
- 2015 год — 319;
- 2016 год — 276;
- 2017 год — 343;
- 2018 год — 306;
- 2019 год — 289;
- 2020 год — 194;
- 2021 год — 201;
- 2022 год — 240;
- 2023 год — 311.

## Тема шахмат
Издательство уделяет внимание шахматной тематике, выпуская с 2001 года серию «Искусство шахмат».

### Список книг серии «Искусство шахмат»
| Год  | Автор(ы)                                | Название | Страниц |
| ---- | --------------------------------------- | -------- | ------- |
| 2002 | Яков Дамский                            | 384      |         |
| 2002 | Давид Бронштейн, Сергей Воронков        | 560      |         |
| 2002 | Эдуард Гуфельд, Олег Стецко             | 304      |         |
| 2003 | Геннадий Сосонко                        | 384      |         |
| 2003 | Зигберт Тарраш                          | 336      |         |
| 2003 | Александр Белявский, Адриан Михальчишин | 176      |         |
| 2003 | Эдуард Гуфельд, Олег Стецко             | 200      |         |
| 2003 | Юрий Авербах                            | 320      |         |
| 2004 | Александр Панченко                      | 256      |         |
| 2004 | Давид Бронштейн, Том Фюрстенберг        | 416      |         |
| 2004 | Сергей Воронков, Дмитрий Плисецкий      | 528      |         |
| 2005 | Михаил Таль, Яков Дамский               | 512      |         |
| 2005 | Ефим Геллер                             | 160      |         |
| 2005 | Юрий Авербах, Леонид Верховский         | 192      |         |
| 2005 | Леонид Верховский                       |          |         |
| 2005 | Сергей Шипов                            | 576      |         |
| 2006 | Александр Раецкий, Максим Четверик      | 304      |         |
| 2007 | Юрий Авербах                            | 320      |         |
| 2007 | Сергей Воронков                         | 464      |         |
| 2007 | Сергей Рублевский                       | 240      |         |
| 2007 | Игорь Хмельницкий                       | 304      |         |
| 2008 | Алексей Гуляев                          | 240      |         |
| 2009 | Геннадий Тимощенко                      | 240      |         |
| 2009 | Андрей Волокитин, Владимир Грабинский   | 192      |         |
| 2009 | Адриан Михальчишин, Олег Стецко         | 208      |         |
|      | Рафаил Горенштейн                       |          |         |
|      | Яков Нейштадт                           |          |         |
|      | Геннадий Несис                          |          |         |